# Contractus
Il contractus (contratto) è un istituto giuridico del diritto romano. 
Per il noto giurista romano Gaio tale istituto, assieme al delitto, rientra tra le categorie omogenee dalle quali scaturiscono obbligazioni. Mentre il delictum è un fatto illecito che viene sanzionato con il pagamento di una pena pecuniaria che il reo deve pagare alla parte che ha subito il torto, il termine contratto (contractus) esprime un'obbligazione fondata su di un accordo (obligatio ex contractu).
A queste due categorie omogenee, Gaio ne aggiungerà una terza, variae causarum figurae.
Con ciò, mentre le categorie del contractus e del delictum sono omogenee, le obligationes, comprese in questa terza categoria individualizzante le fonti di obbligazione, sono diverse figure e singole unificate tra loro per il semplice fatto che non possono appartenere né alla categoria del contratto né alla categoria del delitto.
L'attuale struttura delle fonti delle obbligazioni del codice civile italiano si riporta sostanzialmente alla tripartizione gaiana.